# Minamoto no Yoshikuni

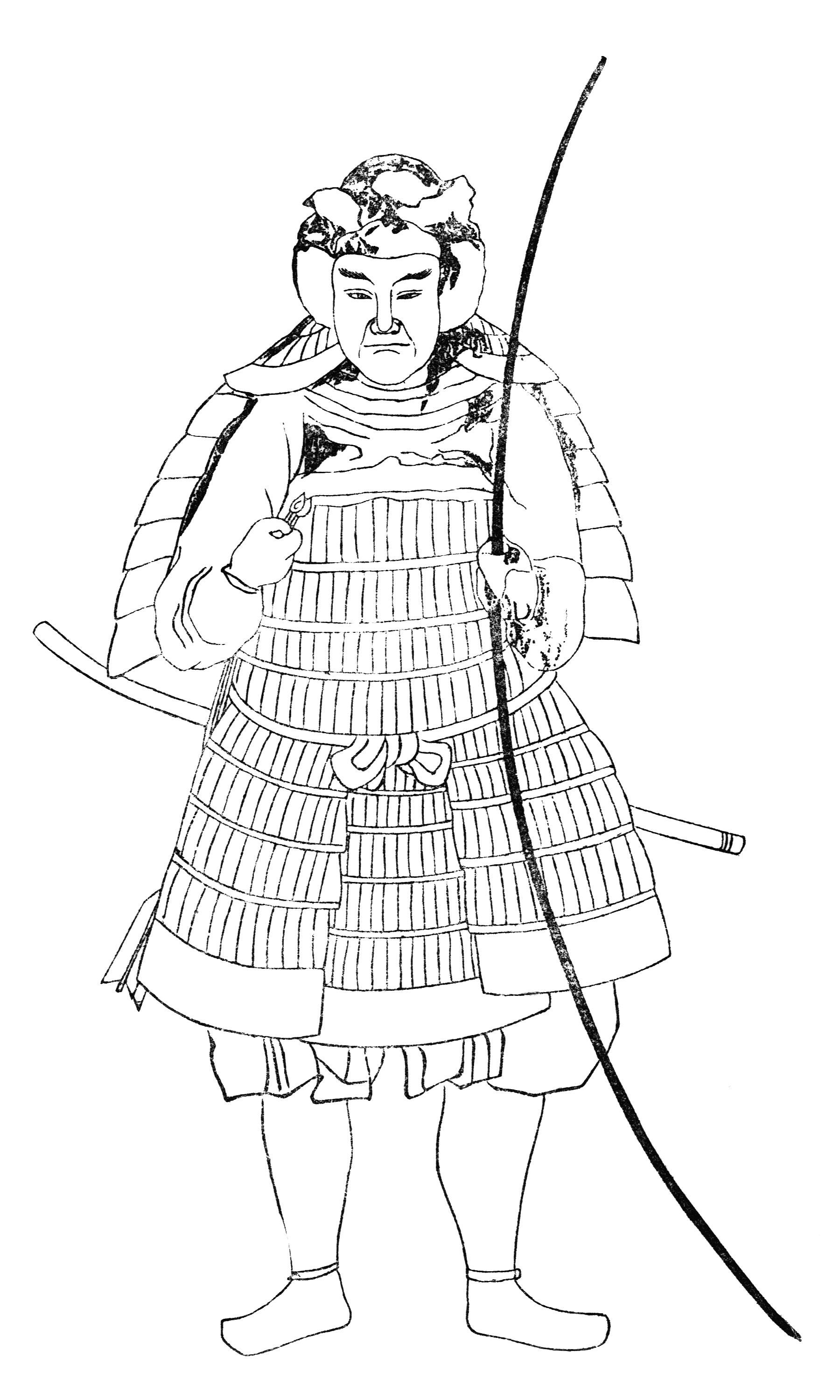
Minamoto no Yoshikuni

Minamoto no Yoshikuni (源义国, ,  1082- 1155) era filho de um famoso samurai Minamoto no Yoshiie e um antepassado das famílias Ashikaga e Nitta. Yoshikuni foi o primeiro samurai a se tornar um Bhikkhu (monge budista) no Santuário Iwashimizu em Kyoto  vivendo no bosque de bambu onde construiu o templo em honra ao deus Hachiman.